# Хорія (Констанца)
Хорія (рум. Horia) — село у повіті Констанца в Румунії. Адміністративний центр комуни Хорія.
Село розташоване на відстані 162 км на схід від Бухареста, 65 км на північний захід від Констанци, 88 км на південь від Галаца.

## Населення
За даними перепису населення 2002 року у селі проживали 762 особи, усі — румуни. Усі жителі села рідною мовою назвали румунську.